# Daria D'Antonio (direttrice della fotografia)
Daria D’Antonio (Napoli, 16 gennaio 1976) è una direttrice della fotografia italiana.

## Biografia
Nata e cresciuta a Napoli, inizia a lavorare sui set già in età giovanile, debuttando come operatrice di macchina per il direttore della fotografia Luca Bigazzi, grazie al quale collabora con registi quali SIlvio Soldini, Carlo Mazzacurati, Gianni Amelio e Francesca Comencini.
Esordisce come direttrice della fotografia nel documentario del 2007 Il passaggio della linea, diretto da Pietro Marcello.
Dopo aver curato la fotografia di vari spot e serie TV, collabora con importanti registi del panorama cinematografico italiano, tra cui figurano Valerio Mieli (per il film Ricordi?, dove ottiene la sua prima candidatura ai David di Donatello) e Paolo Sorrentino (È stata la mano di Dio, nel 2021, pellicola per la quale diviene la prima donna a vincere il David per la miglior fotografia, e Parthenope, nel 2024).

## Filmografia parziale

### Direttrice della fotografia

#### Cinema
- Hai paura del buio, regia di Massimo Coppola (2010)
- Padroni di casa, regia di Edoardo Gabbriellini (2012)
- N-Capace, regia di Eleonora Danco – documentario (2014)
- La pelle dell'orso, regia di Marco Segato (2016)
- Slam - Tutto per una ragazza, regia di Andrea Molaioli (2016)
- Il padre d'Italia, regia di Fabio Mollo (2017)
- Ricordi?, regia di Valerio Mieli (2018)
- Il corpo della sposa, regia di Michela Occhipinti (2019)
- Tornare, regia di Cristina Comencini (2019)
- È stata la mano di Dio, regia di Paolo Sorrentino (2021)
- Marcel!, regia di Jasmine Trinca (2022)
- Parthenope, regia di Paolo Sorrentino (2024)
- L'infinito, regia di Umberto Contarello (2025)
- La grazia, regia di Paolo Sorrentino (2025)

#### Televisione
- Il miracolo – serie TV (2018)
- Bang Bang Baby – serie TV (2022)
- Supersex – serie TV (2024)

### Regista
- Napoli 24 (2012) – documentario (episodio Poggioreale)

## Riconoscimenti
- David di Donatello
  - 2020 – Candidatura alla miglior autrice della fotografia per Ricordi?
  - 2022 – Miglior autrice della fotografia per È stata la mano di Dio (ex aequo con Michele D'Attanasio per Freaks Out)
- Nastro d'argento
  - 2019 – Candidatura alla miglior fotografia per Ricordi?
  - 2020 – Candidatura alla miglior fotografia per Tornare e Il ladro di giorni
  - 2022 – Miglior fotografia per È stata la mano di Dio (ex aequo con  Luca Bigazzi per Ariaferma)
  - 2025 – Miglior fotografia per Parthenope
- Globo d'oro
  - 2013 – Candidatura alla miglior fotografia per Padroni di casa
  - 2017 – Miglior fotografia per La pelle dell'orso
  - 2019 – Miglior fotografia per Ricordi?
- Festival di Cannes
  - 2024 – Prix CST de l'Artiste-Technicien per Parthenope
- Le Giornate della Luce
  - 2022 - Il Quarzo di Spilimbergo - Migliore autore della fotografia per  È stata la mano di Dio